# Elezioni comunali in Sicilia del 2019
Le elezioni comunali in Sicilia del 2019 si tennero il 28 aprile (con ballottaggio il 12 maggio). 

## Città metropolitana di Palermo

### Bagheria
|                                                                                        | Filippo Maria Tripoli ✔️ Sindaco | 12 777               | 68,98 | Indipendenti per Bagheria - Radici Future    | 2 894  | 10,93 | 4  |  |  |
| Liberi e Forti si Cambia                                                               | Filippo Maria Tripoli ✔️ Sindaco | 12 777               | 68,98 | 2 583                                        | 9,76   | 4     |    |  |  |
| Bagheria #Avantitutta                                                                  | Filippo Maria Tripoli ✔️ Sindaco | 12 777               | 68,98 | 2 496                                        | 9,43   | 3     |    |  |  |
| Uniamo Bagheria-Noi ci Siamo                                                           | Filippo Maria Tripoli ✔️ Sindaco | 12 777               | 68,98 | 2 299                                        | 8,68   | 3     |    |  |  |
| Bagheria Tricolore                                                                     | Filippo Maria Tripoli ✔️ Sindaco | 12 777               | 68,98 | 1 236                                        | 4,67   | –     |    |  |  |
| Movimento per l'Indipendenza della Sicilia                                             | Filippo Maria Tripoli ✔️ Sindaco | 12 777               | 68,98 | 1 160                                        | 4,38   | –     |    |  |  |
|                                                                                        | Giacinto Di Stefano              | 8 578                | 46,31 | L'Aquilone-Idee in Volo per Bagheria e Aspra | 2 435  | 9,20  | 3  |  |  |
| Lega                                                                                   | Giacinto Di Stefano              | 8 578                | 46,31 | 2 234                                        | 8,44   | 2     |    |  |  |
| Forza Italia                                                                           | Giacinto Di Stefano              | 8 578                | 46,31 | 1 703                                        | 6,43   | 2     |    |  |  |
| Unione di Centro                                                                       | Giacinto Di Stefano              | 8 578                | 46,31 | 1 091                                        | 4,12   | –     |    |  |  |
| Bagheria Popolare                                                                      | Giacinto Di Stefano              | 8 578                | 46,31 | 847                                          | 3,20   | –     |    |  |  |
| #DiventeràBellissima                                                                   | Giacinto Di Stefano              | 8 578                | 46,31 | 788                                          | 2,98   | –     |    |  |  |
| Seggio di coalizione                                                                   | Seggio di coalizione             | Seggio di coalizione | 46,31 | 1                                            |        |       |    |  |  |
|                                                                                        | Romina Aiello                    | 3 128                | 16,89 | Movimento 5 Stelle                           | 2 531  | 9,56  | 2  |  |  |
|                                                                                        | Antonio Belvedere                | 1 642                | 8,86  | Cento Passi per Aspra e Bagheria             | 1 214  | 4,59  | –  |  |  |
|                                                                                        | Angela Daniela Iannì             | 1 414                | 7,63  | Movimento Baaria                             | 960    | 3,63  | –  |  |  |
| Totale                                                                                 | Totale                           | 18 523               | 100   |                                              | 26 471 | 100   | 24 |  |  |
|                                                                                        |                                  |                      |       |                                              |        |       |    |  |  |
| http://www.elezioni.regione.sicilia.it/comunali2019/primoTurno/PA/ReportSeggiPA28.html |                                  |                      |       |                                              |        |       |    |  |  |

### Monreale
| Candidati                                                                    | Candidati                      | II turno               | II turno               | I turno | I turno | Liste                    | Voti   | %     | Seggi |
| Candidati                                                                    | Candidati                      | Voti                   | %                      | Voti    | %       | Liste                    | Voti   | %     | Seggi |
| ---------------------------------------------------------------------------- | ------------------------------ | ---------------------- | ---------------------- | ------- | ------- | ------------------------ | ------ | ----- | ----- |
|                                                                              | Alberto Arcidiacono ✔️ Sindaco | 7 449                  | 55,73                  | 4 460   | 23,94   | La Nostra Terra          | 1 948  | 10,99 | 4     |
| #DiventeràBellissima                                                         | Alberto Arcidiacono ✔️ Sindaco | 7 449                  | 55,73                  | 4 460   | 23,94   | 1 242                    | 7,01   | 3     |       |
| Obiettivo Futuro                                                             | Alberto Arcidiacono ✔️ Sindaco | 7 449                  | 55,73                  | 4 460   | 23,94   | 1 120                    | 6,32   | 2     |       |
| In Autonomia e Libertà-Unione di Centro                                      | Alberto Arcidiacono ✔️ Sindaco | 7 449                  | 55,73                  | 4 460   | 23,94   | 323                      | 1,82   | –     |       |
|                                                                              | Pietro Capizzi                 | 5 918                  | 44,27                  | 3 951   | 21,21   | Alternativa Civica       | 2 694  | 15,20 | 3     |
| Popolari per Monreale                                                        | Pietro Capizzi                 | 5 918                  | 44,27                  | 3 951   | 21,21   | 1 913                    | 10,79  | 2     |       |
| Seggio di coalizione                                                         | Seggio di coalizione           | Seggio di coalizione   | 44,27                  | 3 951   | 21,21   | 1                        |        |       |       |
|                                                                              | Carlo Gambino                  | Carlo Gambino          | Carlo Gambino          | 2 923   | 15,69   | Movimento il Mosaico (A) | 2 246  | 12,67 | 5     |
| Monreale Bene Comune                                                         | Carlo Gambino                  | Carlo Gambino          | Carlo Gambino          | 2 923   | 15,69   | 767                      | 4,33   | –     |       |
|                                                                              | Salvatore Caputo               | Salvatore Caputo       | Salvatore Caputo       | 2 583   | 13,86   | Forza Italia             | 1 003  | 5,66  | 1     |
| Per Monreale                                                                 | Salvatore Caputo               | Salvatore Caputo       | Salvatore Caputo       | 2 583   | 13,86   | 922                      | 5,20   | 1     |       |
| Uniti per Monreale                                                           | Salvatore Caputo               | Salvatore Caputo       | Salvatore Caputo       | 2 583   | 13,86   | 134                      | 0,76   | –     |       |
|                                                                              | Giuseppe Romanotto             | Giuseppe Romanotto     | Giuseppe Romanotto     | 1 748   | 9,38    | Lega                     | 1 748  | 9,86  | 1     |
|                                                                              | Fabio Costantini               | Fabio Costantini       | Fabio Costantini       | 1 067   | 5,73    | Movimento 5 Stelle       | 1 057  | 5,96  | 1     |
|                                                                              | Massimiliano Lo Biondo         | Massimiliano Lo Biondo | Massimiliano Lo Biondo | 786     | 4,22    | #Oltre                   | 549    | 3,10  | –     |
|                                                                              | Benedetto Madonia              | Benedetto Madonia      | Benedetto Madonia      | 102     | 0,55    | Occupiamoci di Monreale  | 62     | 0,35  | –     |
| Totale                                                                       | Totale                         | 13 367                 | 100                    | 18 632  | 100     |                          | 17 728 | 100   | 24    |
|                                                                              |                                |                        |                        |         |         |                          |        |       |       |
| http://www.elezioni.regione.sicilia.it/comunali2019/PA/ReportSeggiPA211.html |                                |                        |                        |         |         |                          |        |       |       |

## Libero consorzio comunale di Caltanissetta

### Caltanissetta
| Candidati                      | Candidati                  | II turno             | II turno          | I turno | I turno | Liste                                           | Voti   | %     | Seggi |
| Candidati                      | Candidati                  | Voti                 | %                 | Voti    | %       | Liste                                           | Voti   | %     | Seggi |
| ------------------------------ | -------------------------- | -------------------- | ----------------- | ------- | ------- | ----------------------------------------------- | ------ | ----- | ----- |
|                                | Roberto Gambino ✔️ Sindaco | 13 796               | 58,85             | 6 051   | 19,92   | Movimento 5 Stelle                              | 3 734  | 13,18 | 14    |
|                                | Michele Giarratana         | 9 648                | 41,15             | 11 357  | 37,39   | Giarratana Sindaco - Caltanissetta Protagonista | 3 485  | 12,30 | 3     |
| Forza Italia                   | Michele Giarratana         | 9 648                | 41,15             | 11 357  | 37,39   | 2 891                                           | 10,20  | 1     |       |
| #DiventeràBellissima           | Michele Giarratana         | 9 648                | 41,15             | 11 357  | 37,39   | 2 267                                           | 8,00   | 1     |       |
| Unione di Centro               | Michele Giarratana         | 9 648                | 41,15             | 11 357  | 37,39   | 1 600                                           | 5,65   | 1     |       |
| Fratelli d'Italia-Sicilia Vera | Michele Giarratana         | 9 648                | 41,15             | 11 357  | 37,39   | 1 449                                           | 5,11   | –     |       |
| Avanti Caltanissetta           | Michele Giarratana         | 9 648                | 41,15             | 11 357  | 37,39   | 1 414                                           | 4,99   | –     |       |
| Seggio di coalizione           | Seggio di coalizione       | Seggio di coalizione | 41,15             | 11 357  | 37,39   | 1                                               |        |       |       |
|                                | Salvatore Messana          | Salvatore Messana    | Salvatore Messana | 5 398   | 17,77   | Caltanissetta Riparte                           | 2 581  | 9,11  | 1     |
| Progressisti per Caltanissetta | Salvatore Messana          | Salvatore Messana    | Salvatore Messana | 5 398   | 17,77   | 1 893                                           | 6,68   | 1     |       |
| Proviamoci                     | Salvatore Messana          | Salvatore Messana    | Salvatore Messana | 5 398   | 17,77   | 1 042                                           | 3,68   | –     |       |
|                                | Oscar Aiello               | Oscar Aiello         | Oscar Aiello      | 3 686   | 12,13   | Lega                                            | 2 879  | 10,16 | 1     |
|                                | Salvatore Licata           | Salvatore Licata     | Salvatore Licata  | 2 954   | 9,72    | Orgoglio Nisseno                                | 2 150  | 7,59  | –     |
|                                | Rocco Gumina               | Rocco Gumina         | Rocco Gumina      | 931     | 3,06    | OPEN Politiche Aperte                           | 936    | 3,30  | –     |
| Totale                         | Totale                     | 23 444               | 100               | 30 377  | 100     |                                                 | 28 339 | 100   | 24    |
|                                |                            |                      |                   |         |         |                                                 |        |       |       |
| Regione Sicilia: Seggi         |                            |                      |                   |         |         |                                                 |        |       |       |

### Gela
| Candidati                                               | Candidati                   | II turno             | II turno       | I turno | I turno | Liste                  | Voti   | %     | Seggi |
| Candidati                                               | Candidati                   | Voti                 | %              | Voti    | %       | Liste                  | Voti   | %     | Seggi |
| ------------------------------------------------------- | --------------------------- | -------------------- | -------------- | ------- | ------- | ---------------------- | ------ | ----- | ----- |
|                                                         | Cristoforo Greco ✔️ Sindaco | 13 647               | 52,45          | 13 428  | 36,28   | Un'Altra Gela          | 4 533  | 13,06 | 4     |
| Azzurri per Gela                                        | Cristoforo Greco ✔️ Sindaco | 13 647               | 52,45          | 13 428  | 36,28   | 3 230                  | 9,31   | 3     |       |
| Una Buona Idea                                          | Cristoforo Greco ✔️ Sindaco | 13 647               | 52,45          | 13 428  | 36,28   | 2 973                  | 8,57   | 3     |       |
| Uniti Siamo Gelesi                                      | Cristoforo Greco ✔️ Sindaco | 13 647               | 52,45          | 13 428  | 36,28   | 2 322                  | 6,69   | 2     |       |
| Impegno Comune (Il Popolo della Famiglia-Solo per Gela) | Cristoforo Greco ✔️ Sindaco | 13 647               | 52,45          | 13 428  | 36,28   | 2 322                  | 6,69   | 2     |       |
|                                                         | Giuseppe Spata              | 12 371               | 47,55          | 11 315  | 30,57   | Avanti Gela            | 4 270  | 12,30 | 3     |
| Lega                                                    | Giuseppe Spata              | 12 371               | 47,55          | 11 315  | 30,57   | 2 799                  | 8,06   | 1     |       |
| Fratelli d'Italia                                       | Giuseppe Spata              | 12 371               | 47,55          | 11 315  | 30,57   | 2 685                  | 7,74   | 1     |       |
| Unione di Centro                                        | Giuseppe Spata              | 12 371               | 47,55          | 11 315  | 30,57   | 2 059                  | 5,93   | 1     |       |
| Seggio di coalizione                                    | Seggio di coalizione        | Seggio di coalizione | 47,55          | 11 315  | 30,57   | 1                      |        |       |       |
|                                                         | Maurizio Melfa              | Maurizio Melfa       | Maurizio Melfa | 6 537   | 17,66   | Maurizio Melfa Sindaco | 2 682  | 7,73  | 1     |
| Ripartiamo da Zero                                      | Maurizio Melfa              | Maurizio Melfa       | Maurizio Melfa | 6 537   | 17,66   | 1 854                  | 5,34   | 1     |       |
|                                                         | Simone Morgana              | Simone Morgana       | Simone Morgana | 5 736   | 15,50   | Movimento 5 Stelle     | 3 344  | 9,63  | 1     |
| Totale                                                  | Totale                      | 26 018               | 100            | 37 016  | 100     |                        | 34 708 | 100   | 24    |
|                                                         |                             |                      |                |         |         |                        |        |       |       |
| Fonte: Ministero dell'interno                           |                             |                      |                |         |         |                        |        |       |       |

## Città metropolitiana di Catania

### Aci Castello
|                                                                                           | Carmelo Camillo Scandurra ✔️ Sindaco | 4 934                | 53,74 | Aci Castello nel Cuore | 1 210 | 13,77 | 2  |  |  |
| Popolari per Acicastello                                                                  | Carmelo Camillo Scandurra ✔️ Sindaco | 4 934                | 53,74 | 925                    | 10,53 | 2     |    |  |  |
| Patto Civico per Acicastello Acitrezza Cannizzaro Ficarazzi                               | Carmelo Camillo Scandurra ✔️ Sindaco | 4 934                | 53,74 | 818                    | 9,31  | 2     |    |  |  |
| Vivi Aci Castello Acitrezza Cannizzaro Ficarazzi                                          | Carmelo Camillo Scandurra ✔️ Sindaco | 4 934                | 53,74 | 698                    | 7,94  | 1     |    |  |  |
| Insieme per Acicastello                                                                   | Carmelo Camillo Scandurra ✔️ Sindaco | 4 934                | 53,74 | 669                    | 7,61  | 1     |    |  |  |
| Movimento Civico                                                                          | Carmelo Camillo Scandurra ✔️ Sindaco | 4 934                | 53,74 | 573                    | 6,52  | 1     |    |  |  |
| Movimento per lo Sviluppo Territoriale-Acicastello                                        | Carmelo Camillo Scandurra ✔️ Sindaco | 4 934                | 53,74 | 446                    | 5,08  | 1     |    |  |  |
|                                                                                           | Ignazia Clara Carbone                | 2 835                | 30,88 | Ezia Carbone Sindaco   | 1 427 | 16,24 | 2  |  |  |
| Forza Italia                                                                              | Ignazia Clara Carbone                | 2 835                | 30,88 | 598                    | 6,81  | 1     |    |  |  |
| Grande Acicastello                                                                        | Ignazia Clara Carbone                | 2 835                | 30,88 | 540                    | 6,15  | 1     |    |  |  |
| Seggio di coalizione                                                                      | Seggio di coalizione                 | Seggio di coalizione | 30,88 | 1                      |       |       |    |  |  |
|                                                                                           | Antonio Maria Bonaccorso             | 1 412                | 15,38 | Movimento 5 Stelle     | 883   | 10,05 | 1  |  |  |
| Totale                                                                                    | Totale                               | 9 181                | 100   |                        | 8 787 | 100   | 16 |  |  |
|                                                                                           |                                      |                      |       |                        |       |       |    |  |  |
| http://www.elezioni.regione.sicilia.it/comunali2019/primoTurno/CT/ReportRisultatiCT3.html |                                      |                      |       |                        |       |       |    |  |  |

## Libero consorzio comunale di Trapani

### Castelvetrano
| Candidati                     | Candidati              | II turno             | II turno            | I turno | I turno | Liste               | Voti   | %     | Seggi |
| Candidati                     | Candidati              | Voti                 | %                   | Voti    | %       | Liste               | Voti   | %     | Seggi |
| ----------------------------- | ---------------------- | -------------------- | ------------------- | ------- | ------- | ------------------- | ------ | ----- | ----- |
|                               | Enzo Alfano ✔️ Sindaco | 8 380                | 64,67               | 4 282   | 28,49   | Movimento 5 Stelle  | 3 521  | 24,46 | 14    |
|                               | Calogero Martire       | 4 578                | 35,33               | 4 554   | 30,30   | Obiettivo Città     | 3 616  | 25,12 | 3     |
| Ricominciamo Insieme          | Calogero Martire       | 4 578                | 35,33               | 4 554   | 30,30   | 1 301               | 9,04   | 1     |       |
| Seggio di coalizione          | Seggio di coalizione   | Seggio di coalizione | 35,33               | 4 554   | 30,30   | 1                   |        |       |       |
|                               | Pasquale Calamia       | Pasquale Calamia     | Pasquale Calamia    | 1 725   | 11,48   | Partito Democratico | 2 225  | 15,46 | 2     |
|                               | Vita Alba Pellerito    | Vita Alba Pellerito  | Vita Alba Pellerito | 1 397   | 9,29    | Insieme si Può      | 1 439  | 10,00 | 1     |
|                               | Davide Brillo          | Davide Brillo        | Davide Brillo       | 1 246   | 8,29    | Fratelli d'Italia   | 1 298  | 9,02  | 1     |
|                               | Antonino Giaramita     | Antonino Giaramita   | Antonino Giaramita  | 1 097   | 7,30    | Legalmente          | 994    | 6,91  | 1     |
| Totale                        | Totale                 | 12 958               | 100                 | 15 031  | 100     |                     | 14 394 | 100   | 24    |
|                               |                        |                      |                     |         |         |                     |        |       |       |
| Fonte: Ministero dell'interno |                        |                      |                     |         |         |                     |        |       |       |

### Mazara del Vallo
| Candidati                                                                    | Candidati                   | II turno              | II turno              | I turno | I turno | Liste                 | Voti   | %     | Seggi |
| Candidati                                                                    | Candidati                   | Voti                  | %                     | Voti    | %       | Liste                 | Voti   | %     | Seggi |
| ---------------------------------------------------------------------------- | --------------------------- | --------------------- | --------------------- | ------- | ------- | --------------------- | ------ | ----- | ----- |
|                                                                              | Salvatore Quinci ✔️ Sindaco | 10 803                | 52,41                 | 8 650   | 31,51   | Osservatorio Politico | 3 071  | 11,49 | 5     |
| Siamo Mazara                                                                 | Salvatore Quinci ✔️ Sindaco | 10 803                | 52,41                 | 8 650   | 31,51   | 2 246                 | 8,40   | 3     |       |
| Partecipazione Politica                                                      | Salvatore Quinci ✔️ Sindaco | 10 803                | 52,41                 | 8 650   | 31,51   | 2 114                 | 7,91   | 3     |       |
| Mazara Bene Comune                                                           | Salvatore Quinci ✔️ Sindaco | 10 803                | 52,41                 | 8 650   | 31,51   | 2 042                 | 7,64   | 3     |       |
|                                                                              | Giorgio Randazzo            | 9 808                 | 47,59                 | 6 657   | 24,25   | Lega                  | 2 248  | 8,41  | 2     |
| Libera Intesa                                                                | Giorgio Randazzo            | 9 808                 | 47,59                 | 6 657   | 24,25   | 1 890                 | 7,07   | 2     |       |
| Mazara Libera                                                                | Giorgio Randazzo            | 9 808                 | 47,59                 | 6 657   | 24,25   | 1 286                 | 4,81   | –     |       |
| Autonomisti                                                                  | Giorgio Randazzo            | 9 808                 | 47,59                 | 6 657   | 24,25   | 964                   | 3,61   | –     |       |
| Seggio di coalizione                                                         | Seggio di coalizione        | Seggio di coalizione  | 47,59                 | 6 657   | 24,25   | 1                     |        |       |       |
|                                                                              | Nicolò La Grutta            | Nicolò La Grutta      | Nicolò La Grutta      | 5 084   | 18,52   | Movimento 5 Stelle    | 3 595  | 13,45 | 3     |
|                                                                              | Antonina Martinciglio       | Antonina Martinciglio | Antonina Martinciglio | 3 036   | 11,06   | Futuristi             | 2 087  | 7,81  | 2     |
| Volare                                                                       | Antonina Martinciglio       | Antonina Martinciglio | Antonina Martinciglio | 3 036   | 11,06   | 1 105                 | 4,13   | –     |       |
| Avvenire                                                                     | Antonina Martinciglio       | Antonina Martinciglio | Antonina Martinciglio | 3 036   | 11,06   | 146                   | 0,55   | –     |       |
|                                                                              | Benedetta Corrao            | Benedetta Corrao      | Benedetta Corrao      | 2 882   | 10,50   | #Diventerabellissima  | 1 178  | 4,41  | –     |
| Forza Italia                                                                 | Benedetta Corrao            | Benedetta Corrao      | Benedetta Corrao      | 2 882   | 10,50   | 1 122                 | 4,20   | –     |       |
| Unione di Centro                                                             | Benedetta Corrao            | Benedetta Corrao      | Benedetta Corrao      | 2 882   | 10,50   | 821                   | 3,07   | –     |       |
|                                                                              | Pasquale Safina             | Pasquale Safina       | Pasquale Safina       | 1 142   | 4,16    | Voci Democratiche     | 809    | 3,03  | –     |
| Totale                                                                       | Totale                      | 20 611                | 100                   | 27 451  | 100     |                       | 26 724 | 100   | 24    |
|                                                                              |                             |                       |                       |         |         |                       |        |       |       |
| http://www.elezioni.regione.sicilia.it/comunali2019/TP/ReportSeggiTP187.html |                             |                       |                       |         |         |                       |        |       |       |